# Auguste Béhal
Auguste Béhal (Lens, 29 marzo 1859 – Mennecy, 2 febbraio 1941) è stato un chimico francese.
Fu professore dapprima di tossicologia e successivamente di chimica organica alla Scuola Farmaceutica di Parigi.
Si occupò di ricerche su fenoli, derivati della canfora, aldeidi, ecc.